# Ankara Palas

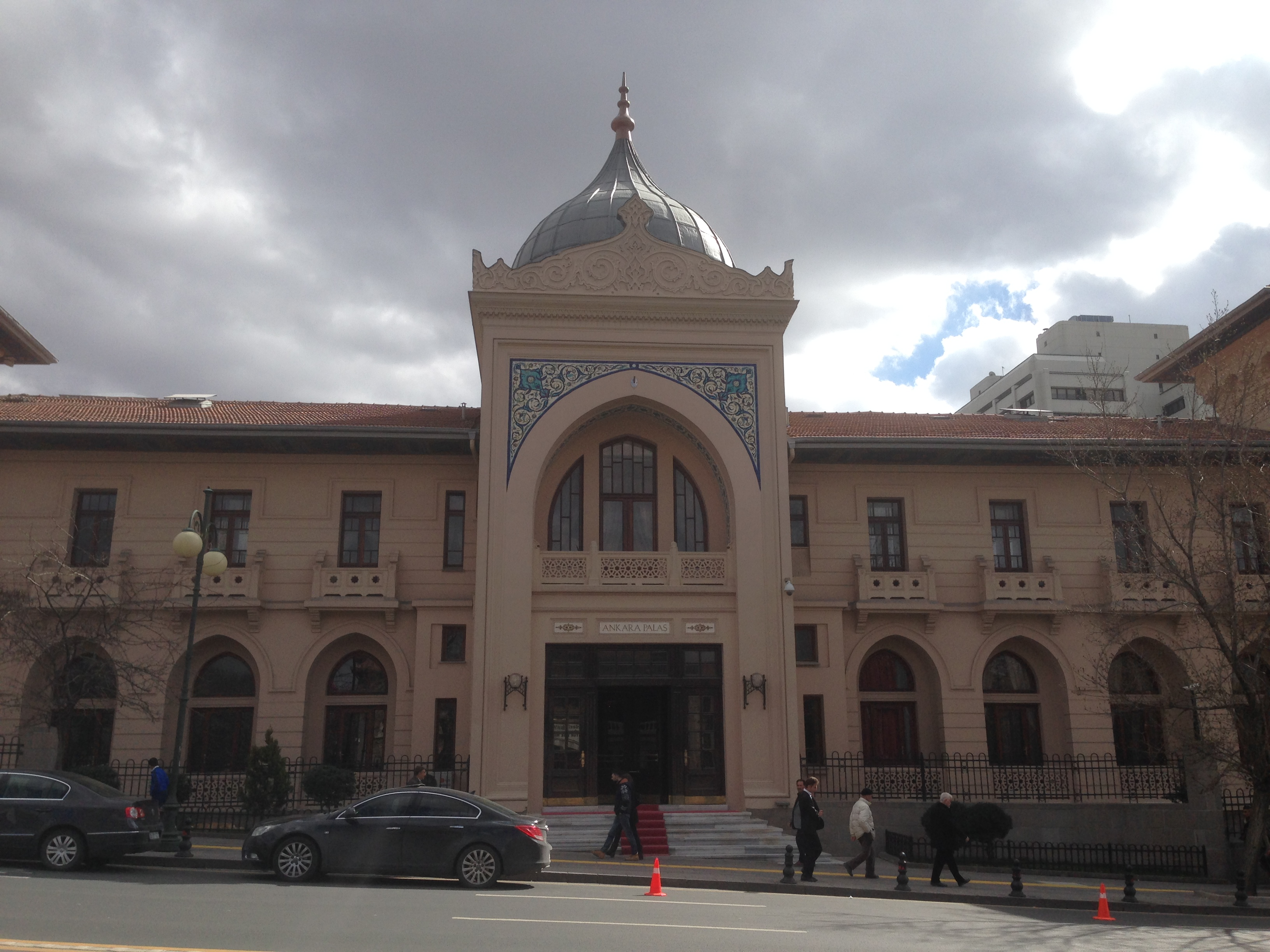
Ankara Palas – Frontansicht

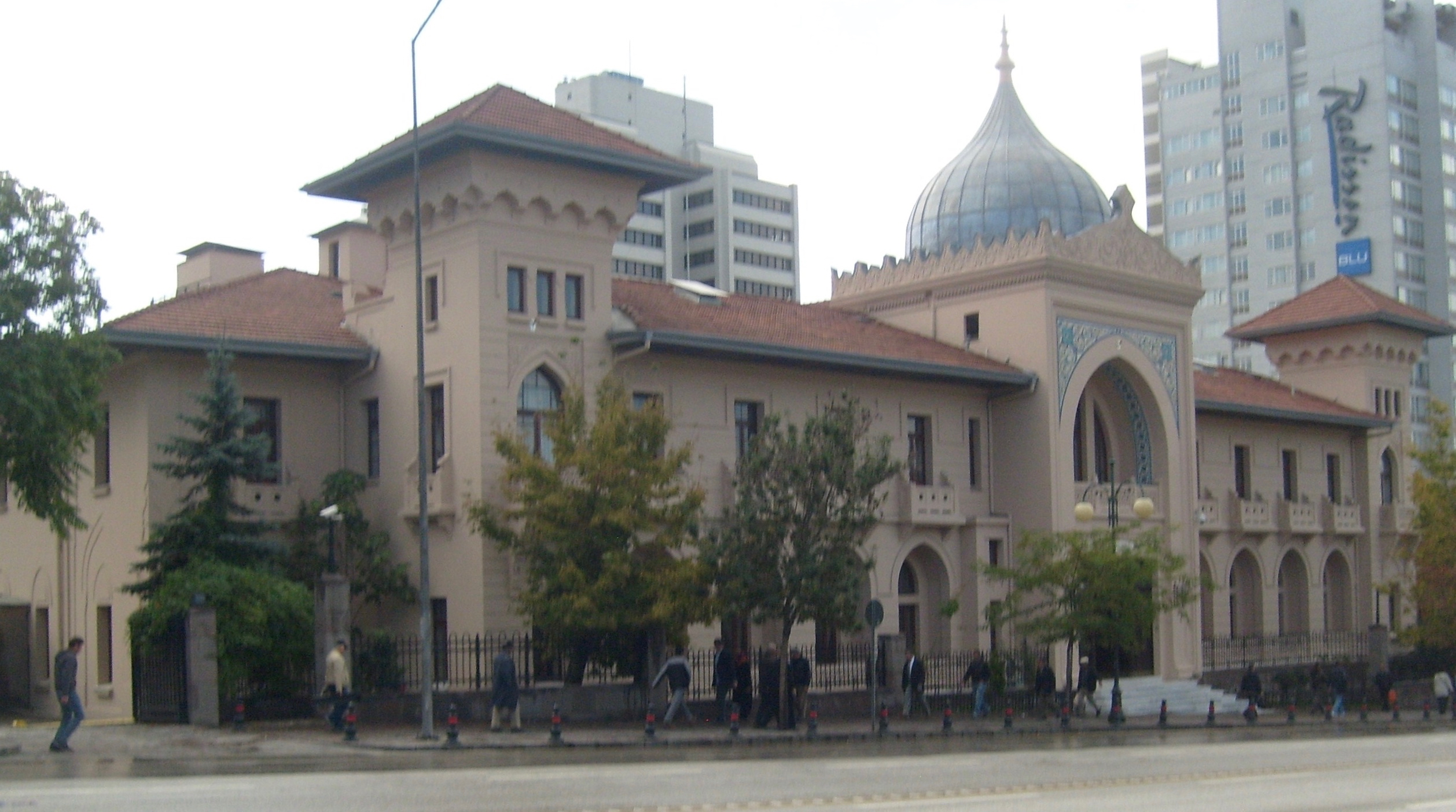
Ankara Palas – Seitenansicht

Ankara Palas ist ein staatliches Gästehaus und Hotel unter der Leitung des türkischen Außenministeriums in Ankara.

## Geschichte
Der Auftrag für das im Stadtbezirk Ulus an der Cumhuriyet Caddesi gelegene Gästehaus wurde 1924 von dem Architekten Vedat Tek übernommen. Nachdem die Fundamente fertiggestellt worden waren, stellte Vedat Tek seine Tätigkeit wegen Streitigkeiten mit dem Stiftungsamt, dem Vakıflar Genel Müdürlüğü, ein. Es übernahm Mimar Kemaleddin, der das Gebäude nach seinen Plänen bis zu seinem Tode an der Baustelle vollendete. Das Gebäude wurde 1928 fertiggestellt.
Das Bauwerk mit dem orientalischen Aussehen wird dem Baustil der ersten nationalen Strömung (Birinci Ulusal Mimarlık Akımı) zugerechnet, die sich durch die Verbindung von spätosmanischer und europäischer Architektur auszeichnet. Das Gebäude befindet sich direkt gegenüber dem zweiten Parlament. Konzeptionell war das Gebäude zuerst als Clubhaus für die Abgeordneten gedacht, wurde jedoch als Gästehaus und Hotel genutzt, in dem hohe Staatsmänner wie Mustafa Kemal, Minister und Abgeordnete mit Künstlern und Journalisten nach Feierabend zusammentrafen. Die Abende und Tanzbälle waren ein Entwicklungsfeld für gesellschaftliche Reformen (u. a. Anwesenheit von Frauen).
Die Herberge galt als die chicste Örtlichkeit der Stadt und beherbergte in der neuen Hauptstadt Ankara als einziges Grand Hotel der Stadt auch ausländische Staatsgäste wie den afghanischen König Amanullah Khan (1928) oder den iranischen Monarchen Reza Schah Pahlavi (1934). Auch spätere Ministerpräsidenten wie Adnan Menderes besuchten diese Lokalität.

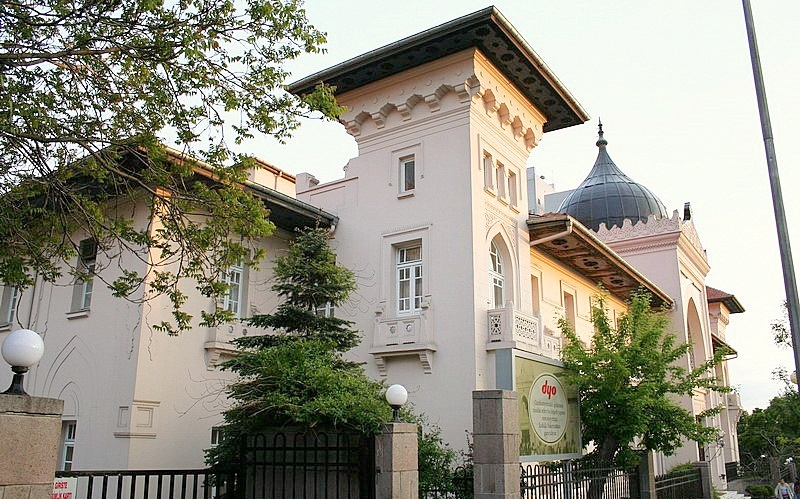

Das Stiftungsamt betrieb das Gebäude als Hotel. Als der Betrieb unrentabel wurde, wurde es geschlossen und gepfändet. 1973 wurde es von der Gastronomie-Gewerkschaft Oleyis Sendikası übernommen. Die im Stiftungsamt den Vorsitz innehabende Millî Selamet Partisi verbot den Ausschank von Alkohol, wogegen sich die Betreiber wehrten. 1975 erfolgte eine erneute Pfändung. In diesem Zeitraum wurde fast die komplette Einrichtung gestohlen, wodurch sich der Originalzustand nicht mehr herstellen ließ. Das Gästehaus wurde 1982 renoviert und kam 1983 unter die Leitung des Außenministeriums. Neben der klassischen Aufgabe der Beherbergung von Staatsgästen werden zur Finanzierung einige Säle für Hochzeiten vermietet.